# Firmicus paecilipes
Firmicus paecilipes är en spindelart som beskrevs av Lodovico di Caporiacco 1940. Firmicus paecilipes ingår i släktet Firmicus och familjen krabbspindlar.
Artens utbredningsområde är Etiopien. Inga underarter finns listade i Catalogue of Life.